# Estação Lawrence West
Lawrence West é uma estação do metrô de Toronto, localizada na secção Spadina da linha Yonge-University-Spadina. Localiza-se na Allen Road, na 655 Lawrence Avenue West. Lawrence West possui um terminal de ônibus integrado, que atende a cinco linhas de superfície do Toronto Transit Commission. O nome da estação provém da Lawrence Avenue, a principal rua leste-oeste servida pela estação. Como quando inaugurada outra estação já possuía o mesmo nome, o TTC adicionou West (oeste em português) ao nome da estação, uma vez que esta se localiza à oeste da primeira estação.